# 행정서포터즈
행정서포터스는 서울특별시에서 2003년부터 추진하고 있는 청년실업대책사업으로  고학력 미취업자들에게 일시적인 일자리를 제공하여 취업준비에 따른 경제적 부담을 줄여주고 사회생활에 필요한 기본소양과 역량을 갖출 수 있도록 도움을 주기 위한 제도이다.

## 개요
- 운영방법 : 1년에 2회 운영(상/하반기 구분)
- 운영인원 : 연 4,400명(상/하반기 각 2,200명)
- 모집방법 : 인터넷 접수(서울특별시 홈페이지)
- 자격요건
  - 만 31세 이하
  - 서울시 소재 전문대 이상 졸업자(졸업예정자) 및 이와 동등학력을 인정받은 자 중 미취업자
  - 또는 모집안내일 당시 서울시에 주민등록이 되어 있는 자 중 타지역 전문대 이상 졸업자(졸업예정자)와 이와 동등한 학력을 인정받은 자 중 미취업자

 본 문서에는 서울특별시에서 지식공유 프로젝트를 통해 퍼블릭 도메인으로 공개한 저작물을 기초로 작성된 내용이 포함되어 있습니다.